# A-Sketch
株式会社A-Sketch（エー・スケッチ）は、ユニバーサルミュージックグループのレコード会社およびアーティストマネジメント事業会社。販売委託はアミューズ本社が担当。かつては同社の映像・音楽ソフト子会社であるアミューズソフトエンタテインメントへ販売委託を担当していた。

## 概要
2008年4月1日に音楽アーティストや俳優のマネジメント事務所として運営を続けてきたアミューズがKDDIとの合弁会社として、魅力ある楽曲を効果的に制作・供給していくことを目的に自社レコードレーベルとして設立。A-Sketchという社名は、「au」「Amuse」「Artist」「Audience」の頭文字「A」と、写生を意味する「Sketch」を組み合わせたものである。KDDIとアミューズ、アーティスト、聴衆が一体となって、新しい音楽の楽しみ方をキャンバスに描くように創造するという思いが込められている。代表取締役は過去にサザンオールスターズのチーフマネージャーを務めた、元アミューズ専務取締役の相馬信之である。
2025年2月14日には、当社およびアミューズが所有する全株式をユニバーサル ミュージック合同会社（以下UMLLC）への譲渡に伴う株式譲渡契約が、両社の合意により締結、当社の発行済株式66%をユニバーサルが取得し、筆頭株主となる予定。

## 沿革
- 2008年10月1日に第1弾アーティストとしてflumpoolがデビュー。デビューダウンロードシングル「花になれ」は100万ダウンロード、デビューアルバム「Unreal」はオリコンアルバムチャート2位を記録し、日本ゴールドディスク大賞ニューアーティスト賞を受賞した。
- 2009年
  - 10月21日、第2弾新人アーティストWEAVERがダウンロードシングル「白朝夢」でデビュー。
  - flumpoolがアルバム「What's flumpool!?」をリリース。オリコンアルバムチャート2位を記録、年末の『第60回NHK紅白歌合戦』にflumpool出場。
- 2010年
  - ONE OK ROCKのシングル「完全感覚Dreamer」がオリコンシングルチャート9位ランクイン。アルバム「Nicheシンドローム」がオリコンアルバムチャート4位にランクイン。2010年11月28日には日本武道館ワンマンライブを開催。
  - WEAVERのダウンロードシングル「僕らの永遠〜何度生まれ変わっても、手を繋ぎたいだけの愛だから〜」が、au「LISMO!」のタイアップ曲に採用。2ヶ月連続リリースとなったアルバム「新世界創造記」は前編・後編あわせて10万枚セールスを突破。flumpoolに続き日本ゴールドディスク大賞ニューアーティスト賞を受賞した。
  - flumpoolのシングル「君に届け」が映画「君に届け」の主題歌となりパッケージ＆配信ともロングヒットを記録。『第61回NHK紅白歌合戦』に2年連続出場を果たす。また12月には大阪城ホール2DAYS、横浜アリーナ2DAYS公演を開催、全公演即日ソールドアウト。
  - NICO Touches the Wallsのマネージメント業務をスタート。
- 2011年
  - flumpoolのアルバム「Fantasia of Life Stripe」をリリース。オリコンアルバムチャート2位ランクイン。
  - ONE OK ROCKのシングル「アンサイズニア」＆DVD「THIS IS my BUDOKAN?!」を同時リリース。
  - WEAVER初のホールワンマンライブを渋谷C.C.Lemonホール、NHK大阪ホールで開催。両会場とも即日ソールドアウト。
- 2013年
  - 5月、MUSICA、A-Sketch、SPACE SHOWER TV、HIP LAND MUSICの4社による共同出資で「MASH A&R」を設立。後にTHE ORAL CIGARETTES、フレデリック、Saucy Dog、LAMP IN TERREN、パノラマパナマタウン、YAJICO GIRLなどが所属。
  - 8月、アニメレーベル「Astro Voice」を設立し、第1弾としてみみめめMIMIのデビューシングル「センチメンタルラブ」をリリース[3]。
- 2018年3月、DMM.comと共同で新レーベル「DMM music」を設立[4]。
- 2019年
  - 1月、須田景凪のマネージメント業務をスタート。
  - 6月19日、「DMM music」の第1弾新人アーティストとして、Astro Voiceとの共同制作により逢田梨香子のデビューEP「Principal」をリリース[5]。オリコンアルバムチャート4位を記録。
- 2021年11月、吉井和哉の新レーベル『UTANOVA MUSiC』とパートナーシップを締結。12月1日には第1弾作品として「〇か×」を配信でリリースする[6]。
- 2022年12月31日にSaucy Dogが『第73回NHK紅白歌合戦』に出場。
- 2023年
  - 2月26日、第2弾新人アーティストとしてデビューしたWEAVERが解散。
  - 4月1日、2月26日に解散したWEAVERでボーカルを担当していた杉本雄治がA-Sketchとエージェント契約を締結し、7月19日にソロプロジェクトONCEとしてデビューシングル「Amazing Grace」をリリースする。
- 2025年
  - 2月14日、前述の通り同日付で当社およびアミューズの全株式をUMLLCに譲渡するにあたり、株式譲渡契約を両社の合意により締結[1][2]。

## 所属アーティスト

### A-Sketch
- ACCAMER
- After the Rain
- Ayumu Imazu
- 大泉洋
- DEAN FUJIOKA
- Ezoshika Gourmet Club
- flumpool
- Hello Sleepwalkers
- Hi Cheers!
- JOGO
- LAMP IN TERREN
- ONCE / 杉本雄治
- パノラマパナマタウン
- Saucy Dog
- YABI×YABI
- 阪本奨悟
- さなり
- フレデリック
- まふまふ
- 森大翔
- 吉井和哉（個人レーベル・UTANOVA MUSiC）
- Deaf Havana（英語版）
- Dinosaur Pile-Up（英語版）
- 周杰倫
- Mayday
- 丸山純怜

### Astro Voice
- 逢田梨香子（DMM musicとの共同制作）
- 高橋李依
- 山下大輝
- 前田佳織里

### マネジメント
- 雨宮麻未子（2011年 - ）
- アボガド6（2019年 - ）
- 須田景凪（2019年 - ）
- 河邉徹（2023年 - ）

#### 業務提携
- プロレスリング・ノア所属レスラー（2022年 - ）
  - 丸藤正道
  - 拳王
  - 潮崎豪
  - マサ北宮
  - 稲村愛輝
  - 清宮海斗
  - 宮脇純太
  - YO-HEY
  - 小峠篤司
  - 齋藤彰俊
  - タダスケ
  - Hi69
  - 谷口周平
  - モハメド ヨネ

### 元所属アーティスト
- Applicat Spectra（2015年に解散。）
- THE NAMPA BOYS（2016年から活動休止。）
- IsamU
- NICO Touches the Walls（マネジメントで所属していたが、2019年に活動終了。）
- 三浦春馬（所属中の2020年に死去。）
- みみめめMIMI（Astro Voiceレーベルに所属していたが、2017年に解散。）
- ONE OK ROCK（現・ワーナーミュージック・ジャパン）
- LEGO BIG MORL（現・日本クラウン）
- NOISEMAKER（現・バップ）
- ひかりのなかに（2021年から活動休止、2023年に活動再開するも以降はフリー。）
- WEAVER（2023年2月に解散、同年からはボーカルの杉本とドラムの河邉が在籍。）
- THE ORAL CIGARETTES（現・ポニーキャニオン）
- 伊東健人（Astro Voiceレーベルに所属していたが、2024年に離籍）

## 参加アニメ作品
- ノラガミシリーズ
- ブレイドアンドソウル
- キャプテン・アース
- 山田くんと7人の魔女
- きょーふ!ゾンビ猫
- うどんの国の金色毛鞠
- ユーリ!!! on ICE
- 恋と嘘
- サクラダリセット
- revisions リヴィジョンズ（主題歌制作のみ）
- 炎炎ノ消防隊シリーズ（音楽プロデューサーが参加）
- グランベルム（音楽プロデューサーが参加）
- かつて神だった獣たちへ
- トライナイツ
- 戦×恋
- かくしごと
- セブンナイツ レボリューション -英雄の継承者-
- リーマンズクラブ
- スキップとローファー

## ライブ
| 年月日         | タイトル                                                           | 出演者 |
| -------------- | ------------------------------------------------------------------ | --- |
| 2012年12月31日 | 『Ready Set Go!!』 Count Down Live 2012⇒2013 supported by A-Sketch | WEAVER / NICO Touches the Walls / flumpool |
| 2013年10月09日 | 『Ready Chotto Go!!』 supported by A-Sketch                        | Hello Sleepwalkers / THE NAMPA BOYS |
| 2013年12月31日 | 『Ready Set Go!!』Count Down Live 2013⇒2014 supported by A-Sketch  | IsamU / WEAVER / THE ORAL CIGARETTES / Gold Rush / THE NAMPA BOYS / NICO Touches the Walls / Hello Sleepwalkers / flumpool / フレデリック / Lamp in terren |
| 2014年12月31日 | 『Ready Set Go!!』Count Down Live 2014⇒2015 supported by A-Sketch  | WEAVER / THE ORAL CIGARETTES / NICO Touches the Walls / flumpool / フレデリック / Lamp in terren / LEGO BIG MORL                                           |